# Sam Esmail
Sam Esmail (in arabo سام إسماعيل‎?; Hoboken, 17 settembre 1977) è uno sceneggiatore, produttore televisivo e regista statunitense di origine egiziana, conosciuto per i film Comet (2014), Il mondo dietro di te (2023) e per la serie tv Mr. Robot (2015).

## Biografia
Dopo due anni di fidanzamento, il 28 maggio 2017 sposa l'attrice Emmy Rossum a New York.

## Filmografia

### Sceneggiatore

#### Cinema
- Comet (2014)
- Mockingbird - In diretta dall'inferno (Mockingbird) (2014)
- Il mondo dietro di te (Leave the World Behind) (2023)

#### Televisione
- Mr. Robot (2015)

### Regista

#### Cinema
- Comet (2014)
- Il mondo dietro di te (Leave the World Behind) (2023)

#### Cortometraggi
- Deep Down in Florida (2004)

#### Televisione
- Mr. Robot (2015)
- Homecoming (2018)

### Produttore
- Il mondo dietro di te (Leave the World Behind) (2023)